# Tour d'Italie 2009

Logo spécialement créé pour le centenaire du Tour d'Italie créé en 1909.

Le Tour d'Italie 2009, 92e édition et centenaire de l'épreuve, s'est déroulé du 9 au 31 mai 2009, sur 21 étapes, de Venise à Rome. La victoire est revenue au Russe Denis Menchov, déjà vainqueur d'un Tour d'Espagne. Le Russe s'est emparé du maillot rose au soir du long contre-la-montre de la douzième étape et il a réussi à contenir les attaques de son principal concurrent, l'Italien Danilo Di Luca durant les étapes de montagne de la dernière semaine. Ce dernier a été contrôlé positif durant ce Giro et tous les résultats qu'il a acquis à partir de la 11e étape ont été annulés. Initialement troisième, Pellizotti est finalement déclassé, en raison de données anormales constatées sur son passeport biologique.

## Contexte

### Invitation des équipes
Le 28 janvier 2009, l'organisateur RCS Sport annonce une première sélection de 20 équipes, composée de 14 des 18 équipes ProTour et de six équipes continentales professionnelles. Quatre équipes ProTour sont ainsi absentes du Tour d'Italie : Cofidis, Euskaltel-Euskadi, La Française des jeux et Fuji-Servetto. Les trois premières avaient choisi de ne pas disputer cette course. La formation Fuji-Servetto avait au contraire manifesté son intention d'y participer, mais elle n'a pas été invitée pour participer aux trois courses majeures organisées par RCS Sport (Milan-San Remo, Tirreno-Adriatico et le Tour d'Italie). Elle a formulé une requête auprès du Tribunal arbitral du sport, qui l'a autorisée à participer à Milan-San Remo et Tirreno-Adriatico, en attente d'une décision finale,. Les organisateurs ont finalement décidé de retenir l'équipe Fuji-Servetto lors de l'annonce de la sélection complète en avril, sans attendre la décision définitive du TAS.
Les équipes sélectionnées sont les suivantes :
- Équipes ProTour : AG2R La Mondiale, Astana, BBox Bouygues Telecom, Caisse d'Épargne, Fuji-Servetto, Garmin-Slipstream, Katusha, Lampre-NGC, Liquigas, Team Milram, Quick Step, Rabobank, Saxo Bank, Silence-Lotto et Team Columbia
- Équipes continentales professionnelles : Acqua & Sapone-Caffè Mokambo, Barloworld, Cervélo Test Team, ISD, LPR Brakes, Serramenti PVC Diquigiovanni-Androni Giocattoli, Xacobeo Galicia.

## Principaux coureurs présents

### Favoris à la victoire finale
Le vainqueur de l'édition 2008, Alberto Contador, n'est pas au départ pour axer sa saison sur le Tour de France. Après que RCS Sport annonce sa venue, Cadel Evans a déclaré qu'il ne viendrait pas, pour la même raison que Contador. Ce sera également le cas de Riccardo Riccò, suspendu deux ans à la suite d'un contrôle positif à l'EPO CERA durant le Tour 2008 ; il ne pourra donc pas défendre sa seconde place acquise à la fin de l'édition précédente.
Ivan Basso qui s'était imposé en 2006, revient de suspension avec l'ambition de gagner, avec l'aide de son coéquipier Franco Pellizotti, qui avait remporté la seizième étape, au Plan de Corones, et s'était classé quatrième à Milan.
Le coureurs de l'équipe Lampre-NGC, Damiano Cunego a aussi fait part de son intention de participer à la course, accompagné de Marzio Bruseghin, troisième l'an dernier.
Carlos Sastre souhaite prendre part à l'épreuve avec sa nouvelle équipe Cervélo, tout comme Lance Armstrong, qui s'alignera pour la première fois au « Giro », Denis Menchov, Danilo Di Luca, Gilberto Simoni, Levi Leipheimer et Stefano Garzelli dont l'équipe n'avait pas été sélectionnée en 2008.

### Sprinters
Les principaux sprinters présents sont Mark Cavendish, Alessandro Petacchi, Allan Davis, Filippo Pozzato, Robert Hunter et Juan José Haedo. Óscar Freire, Daniele Bennati et Robbie McEwen sont absents.

## Parcours

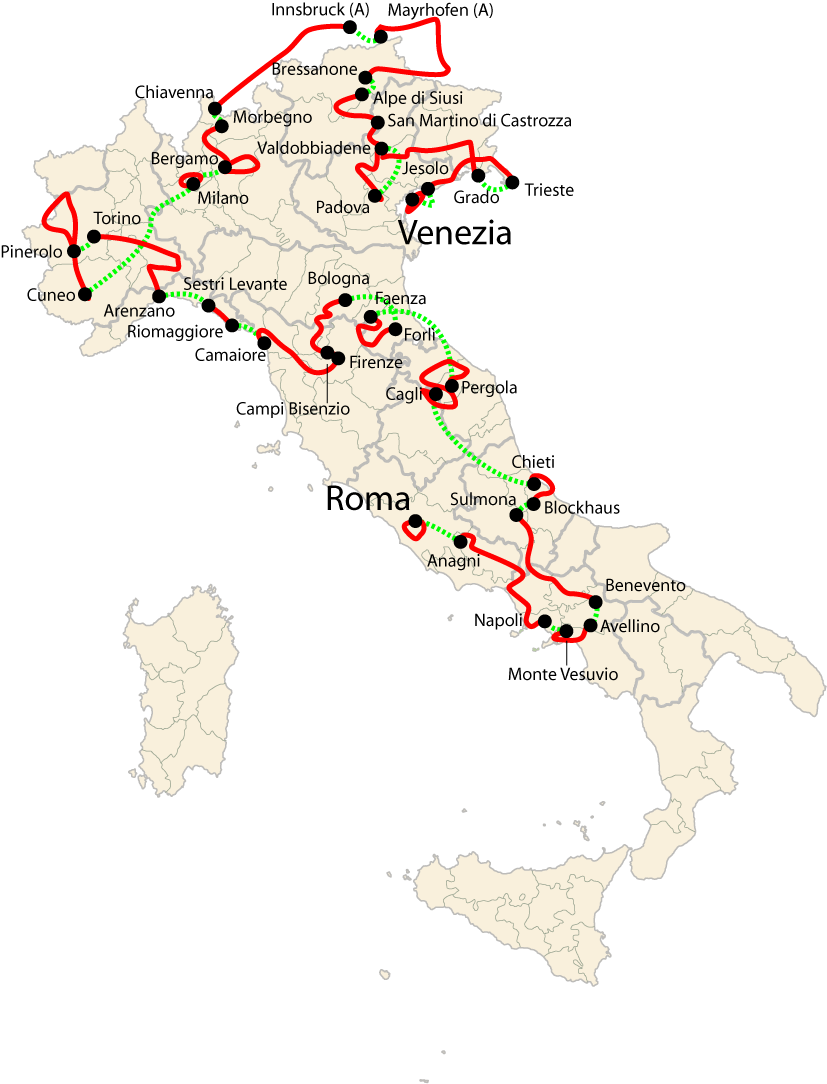
Parcours du Giro 2009

Début novembre 2008, le quoditien italien La Stampa publie un parcours officieux, alors que le tracé final est dévoilé le 13 décembre, à Venise.
Le parcours 2009 se démarque de ses prédécesseurs par une arrivée finale à Rome, alors que la majorité des Tours d'Italie ont eu pour arrivée Milan, où se trouve le siège de la Gazzetta dello Sport, organisateur de la course.
Comme les deux années précédentes, la course commence par un contre-la-montre par équipes. Il est accueilli par le Lido de Venise sur un parcours plat. Les coureurs sillonnent ensuite les rives de la mer Adriatique jusqu'à Trieste, avant de parcourir les routes montagneuses des Dolomites et de l'Autriche. Le retour en Italie passe par Bergame avant une étape en circuit dans les rues de Milan. Les coureurs profitent alors de la première journée de repos. Après un détour par les Alpes, la course retrouve le bord de mer avec un contre-la-montre individuel de 60 km au cœur de la région des Cinque Terre. La traversée des Apennins offre un parcours accidenté avant l'arrivée au Monte Petrano à la veille de la deuxième journée de repos. Le Blockhaus se dresse sur la route des coureurs au cours de la plus courte étape en ligne du Giro. Le retour jusqu'au contre-la-montre dans les rues de Rome passe notamment par l'ascension du Vésuve.

## Étapes
| Étape     | Date   | Villes étapes                            | km                 | Vainqueur d’étape    | Leader du classement général |
| --------- | ------ | ---------------------------------------- | ------------------ | -------------------- | ---------------------------- |
| 1re étape | 9 mai  | Lido de Venise – Lido de Venise          | 20,5 (CLM/éq)      | Columbia-High Road   | Mark Cavendish               |
| 2e étape  | 10 mai | Jesolo – Trieste                         | 156                | Alessandro Petacchi  | Mark Cavendish               |
| 3e étape  | 11 mai | Grado – Valdobbiadene                    | 200                | Alessandro Petacchi  | Alessandro Petacchi          |
| 4e étape  | 12 mai | Padoue – San Martino di Castrozza        | 165                | Stefano Garzelli     | Thomas Lövkvist              |
| 5e étape  | 13 mai | San Martino di Castrozza – Alpe di Siusi | 125                | Denis Menchov        | Thomas Lövkvist              |
| 6e étape  | 14 mai | Bressanone – Mayrhofen (AUT)             | 242                | Michele Scarponi     | Thomas Lövkvist              |
| 7e étape  | 15 mai | Innsbruck (AUT) – Chiavenna              | 244                | Edvald Boasson Hagen | Thomas Lövkvist              |
| 8e étape  | 16 mai | Morbegno – Bergame                       | 208                | Kanstantsin Siutsou  | Thomas Lövkvist              |
| 9e étape  | 17 mai | Milan                                    | 155                | Mark Cavendish       | Thomas Lövkvist              |
|           | 18 mai | (journée de repos)                       | (journée de repos) | (journée de repos)   | (journée de repos)           |
| 10e étape | 19 mai | Coni – Pignerol                          | 250                | Denis Menchov        | Denis Menchov                |
| 11e étape | 20 mai | Turin – Arenzano                         | 206                | Mark Cavendish       | Denis Menchov                |
| 12e étape | 21 mai | Sestri Levante – Riomaggiore             | 61,7 (CLM)         | Denis Menchov        | Denis Menchov                |
| 13e étape | 22 mai | Lido di Camaiore – Florence              | 150                | Mark Cavendish       | Denis Menchov                |
| 14e étape | 23 mai | Campi Bisenzio – Bologne                 | 174                | Simon Gerrans        | Denis Menchov                |
| 15e étape | 24 mai | Forlì – Faenza                           | 159                | Non attribué         | Denis Menchov                |
| 16e étape | 25 mai | Pergola – Mont Petrano                   | 237                | Carlos Sastre        | Denis Menchov                |
|           | 26 mai | (journée de repos)                       | (journée de repos) | (journée de repos)   | (journée de repos)           |
| 17e étape | 27 mai | Chieti – Blockhaus                       | 83                 | Stefano Garzelli     | Denis Menchov                |
| 18e étape | 28 mai | Sulmona – Bénévent                       | 181                | Michele Scarponi     | Denis Menchov                |
| 19e étape | 29 mai | Avellino – Vésuve                        | 164                | Carlos Sastre        | Denis Menchov                |
| 20e étape | 30 mai | Naples – Anagni                          | 203                | Philippe Gilbert     | Denis Menchov                |
| 21e étape | 31 mai | Rome – Rome                              | 15,3 (CLM)         | Ignatas Konovalovas  | Denis Menchov                |

## Classements

### Évolution
Les cyclistes présents dans le tableau ci-dessous correspondent aux leaders des classements annexes. Ils peuvent ne pas correspondre au porteur du maillot.
| Étape Vainqueur                | Classement général             | Classement par point         | Classement de la montagne | Classement du meilleur jeune | Classement par équipes |
| ------------------------------ | ------------------------------ | ---------------------------- | ------------------------- | ---------------------------- | ---------------------- |
| 1re étape Columbia-High Road   | Mark Cavendish                 | non décerné                  | non décerné               | Mark Cavendish               | Columbia-High Road     |
| 2e étape Alessandro Petacchi   | Mark Cavendish                 | Alessandro Petacchi          | David García Dapena       | Mark Cavendish               | Columbia-High Road     |
| 3e étape Alessandro Petacchi   | Alessandro Petacchi            | Alessandro Petacchi          | Mauro Facci               | Tyler Farrar                 | Columbia-High Road     |
| 4e étape Stefano Garzelli      | Thomas Lövkvist                | Alessandro Petacchi          | Danilo Di Luca            | Thomas Lövkvist              | Columbia-High Road     |
| 5e étape Denis Menchov         | Danilo Di Luca Thomas Lövkvist | Alessandro Petacchi          | Danilo Di Luca            | Thomas Lövkvist              | Astana                 |
| 6e étape Michele Scarponi      | Danilo Di Luca Thomas Lövkvist | Danilo Di Luca               | Danilo Di Luca            | Thomas Lövkvist              | Astana                 |
| 7e étape E. Boasson Hagen      | Danilo Di Luca Thomas Lövkvist | Danilo Di Luca               | Danilo Di Luca            | Thomas Lövkvist              | Columbia-High Road     |
| 8e étape Kanstantsin Siutsou   | Danilo Di Luca Thomas Lövkvist | Danilo Di Luca               | Danilo Di Luca            | Thomas Lövkvist              | Columbia-High Road     |
| 9e étape Mark Cavendish        | Danilo Di Luca Thomas Lövkvist | Danilo Di Luca               | Danilo Di Luca            | Thomas Lövkvist              | Columbia-High Road     |
| 10e étape Denis Menchov        | Danilo Di Luca Denis Menchov   | Danilo Di Luca               | Stefano Garzelli          | Thomas Lövkvist              | Astana                 |
| 11e étape Mark Cavendish       | Danilo Di Luca Denis Menchov   | Danilo Di Luca               | Stefano Garzelli          | Thomas Lövkvist              | Astana                 |
| 12e étape Denis Menchov        | Denis Menchov                  | Danilo Di Luca Denis Menchov | Stefano Garzelli          | Thomas Lövkvist              | Astana                 |
| 13e étape Mark Cavendish       | Denis Menchov                  | Danilo Di Luca Denis Menchov | Stefano Garzelli          | Thomas Lövkvist              | Astana                 |
| 14e étape Simon Gerrans        | Denis Menchov                  | Danilo Di Luca Denis Menchov | Stefano Garzelli          | Thomas Lövkvist              | Astana                 |
| 15e étape Leonardo Bertagnolli | Denis Menchov                  | Danilo Di Luca Denis Menchov | Stefano Garzelli          | Thomas Lövkvist              | Astana                 |
| 16e étape Carlos Sastre        | Denis Menchov                  | Danilo Di Luca Denis Menchov | Stefano Garzelli          | Kevin Seeldraeyers           | Astana                 |
| 17e étape Stefano Garzelli     | Denis Menchov                  | Danilo Di Luca Denis Menchov | Stefano Garzelli          | Kevin Seeldraeyers           | Astana                 |
| 18e étape Michele Scarponi     | Denis Menchov                  | Danilo Di Luca Denis Menchov | Stefano Garzelli          | Kevin Seeldraeyers           | Astana                 |
| 19e étape Carlos Sastre        | Denis Menchov                  | Danilo Di Luca Denis Menchov | Stefano Garzelli          | Kevin Seeldraeyers           | Astana                 |
| 20e étape Philippe Gilbert     | Denis Menchov                  | Danilo Di Luca Denis Menchov | Stefano Garzelli          | Kevin Seeldraeyers           | Astana                 |
| 21e étape Ignatas Konovalovas  | Denis Menchov                  | Danilo Di Luca Denis Menchov | Stefano Garzelli          | Kevin Seeldraeyers           | Astana                 |

### Classements finals
Ces classements ont été modifiés par l'UCI à la suite des deux contrôles positifs à L'EPO CERA de Danilo Di Luca lors de ce Tour d'Italie.
|    | Cycliste           | Pays       | Équipe                        | Temps            |
| -- | ------------------ | ---------- | ----------------------------- | ---------------- |
| 1  | Denis Menchov      | Russie     | Rabobank                      | 86 h 03 min 11 s |
|    | Danilo Di Luca     | Italie     | LPR Brakes-Farnese Vini       | + 41 s           |
|    | Franco Pellizotti  | Italie     | Liquigas                      | + 1 min 59 s     |
| 2  | Carlos Sastre      | Espagne    | Cervélo TestTeam              | + 3 min 46 s     |
| 3  | Ivan Basso         | Italie     | Liquigas                      | + 3 min 59 s     |
| 4  | Levi Leipheimer    | États-Unis | Astana                        | + 5 min 28 s     |
| 5  | Stefano Garzelli   | Italie     | Acqua & Sapone-Caffè Mokambo  | + 8 min 43 s     |
| 6  | Michael Rogers     | Australie  | Columbia-High Road            | + 10 min 01 s    |
|    | Tadej Valjavec     | Slovénie   | AG2R La Mondiale,             | + 11 min 13 s    |
| 7  | Marzio Bruseghin   | Italie     | Lampre-NGC                    | + 11 min 28 s    |
| 8  | David Arroyo       | Espagne    | Caisse d'Épargne              | + 12 min 50 s    |
| 9  | José Serpa         | Colombie   | Serramenti-Androni Giocatelli | + 16 min 11 s    |
| 10 | Kevin Seeldraeyers | Belgique   | Quick Step                    | + 16 min 15 s    |

|   | Cycliste          | Pays      | Équipe                       | Points |
| - | ----------------- | --------- | ---------------------------- | ------ |
| 1 | Stefano Garzelli  | Italie    | Acqua & Sapone-Caffè Mokambo | 61     |
|   | Danilo Di Luca    | Italie    | LPR Brakes-Farnese Vini      | 45     |
| 2 | Denis Menchov     | Russie    | Rabobank                     | 41     |
| 3 | Andriy Grivko     | Ukraine   | ISD                          | 40     |
|   | Franco Pellizotti | Italie    | Liquigas                     | 38     |
| 4 | Carlos Sastre     | Espagne   | Cervélo TestTeam             | 30     |
| 5 | Michele Scarponi  | Italie    | Serramenti PVC Diquigiovanni | 24     |
| 6 | Giovanni Visconti | Italie    | ISD                          | 24     |
| 7 | Simon Gerrans     | Australie | Cervélo TestTeam             | 15     |
| 8 | Damiano Cunego    | Italie    | Lampre-NGC                   | 14     |

|   | Cycliste             | Pays       | Équipe                       | Points |
| - | -------------------- | ---------- | ---------------------------- | ------ |
|   | Danilo Di Luca       | Italie     | LPR Brakes-Farnese Vini      | 170    |
| 1 | Denis Menchov        | Russie     | Rabobank                     | 144    |
|   | Franco Pellizotti    | Italie     | Liquigas                     | 133    |
| 2 | Stefano Garzelli     | Italie     | Acqua & Sapone-Caffè Mokambo | 133    |
| 3 | Alessandro Petacchi  | Italie     | LPR Brakes-Farnese Vini      | 104    |
| 4 | Edvald Boasson Hagen | Norvège    | Columbia-High Road           | 103    |
| 5 | Carlos Sastre        | Espagne    | Cervélo TestTeam             | 86     |
| 6 | Allan Davis          | Australie  | Quick Step                   | 82     |
| 7 | Ivan Basso           | Italie     | Liquigas                     | 74     |
| 8 | Levi Leipheimer      | États-Unis | Astana                       | 70     |

|    | Cycliste              | Pays        | Équipe                       | Temps             |
| -- | --------------------- | ----------- | ---------------------------- | ----------------- |
| 1  | Kevin Seeldraeyers    | Belgique    | Quick Step                   | 86 h 19 min 26 s  |
| 2  | Francesco Masciarelli | Italie      | Acqua & Sapone-Caffè Mokambo | + 2 min 55 s      |
| 3  | Francis De Greef      | Belgique    | Silence-Lotto                | + 17 min 03 s     |
| 4  | Thomas Lövkvist       | Suède       | Columbia-High Road           | + 31 min 45 s     |
| 5  | Jackson Rodríguez     | Venezuela   | Serramenti PVC Diquigiovanni | + 34 min 37 s     |
| 6  | Andrey Zeits          | Kazakhstan  | Astana                       | + 58 min 41 s     |
| 7  | Christopher Froome    | Royaume-Uni | Barloworld                   | + 59 min 06 s     |
| 8  | Marcos García         | Espagne     | Xacobeo Galicia              | + 1 h 26 min 10 s |
| 9  | Arnold Jeannesson     | France      | Caisse d'Épargne             | + 1 h 41 min 55 s |
| 10 | Dario Cataldo         | Italie      | Quick Step                   | + 1 h 44 min 09 s |

|    | Équipe                       | Temps             |
| -- | ---------------------------- | ----------------- |
| 1  | Astana                       | 257 h 48 min 40 s |
| 2  | Columbia-High Road           | + 24 min 15 s     |
| 3  | Serramenti PVC Diquigiovanni | + 27 min 17 s     |
| 4  | Liquigas                     | + 32 min 21 s     |
| 5  | Lampre-NGC                   | + 58 min 58 s     |
| 6  | Caisse d'Épargne             | + 1 h 10 min 52 s |
| 7  | Cervélo TestTeam             | + 1 h 16 min 23 s |
| 8  | Acqua & Sapone-Caffè Mokambo | + 1 h 18 min 52 s |
| 9  | Rabobank                     | + 1 h 51 min 45 s |
| 10 | LPR Brakes-Farnese Vini      | + 1 h 53 min 34 s |

|    | Équipe                       | Points |
| -- | ---------------------------- | ------ |
| 1  | Columbia-High Road           | 400    |
| 2  | LPR Brakes-Farnese Vini      | 314    |
| 3  | Liquigas                     | 302    |
| 4  | Serramenti PVC Diquigiovanni | 273    |
| 5  | Astana                       | 269    |
| 6  | Lampre-NGC                   | 262    |
| 7  | Cervélo TestTeam             | 228    |
| 8  | Acqua & Sapone-Caffè Mokambo | 228    |
| 9  | Quick Step                   | 220    |
| 10 | Rabobank                     | 199    |

### Autres classements
Plusieurs autres prix ont été attribués durant ces trois semaines de course.
- Classement du sprint intermédiaire :  Giovanni Visconti
- Classement de la combativité :  Stefano Garzelli
- Classement Azzurri d'Italia (points attribués aux trois premiers de chaque étape) :  Danilo Di Luca
- Classement Fuga Cervelo (1 point pour chaque kilomètre d'échapée):  Mauro Facci
- Prix du Fair-Play : Quick Step et Silence-Lotto

### Classement mondial
Les 20 premiers du général et les cinq premiers de chaque étape marquent des points pour le Classement mondial UCI 2009.
| Cycliste              | Pays           | Équipe                       | Points étapes | Points classement | Total gagnés ici | Total à la fin du giro |
| --------------------- | -------------- | ---------------------------- | ------------- | ----------------- | ---------------- | ---------------------- |
| Denis Menchov         | Russie         | Rabobank                     | 48            | 170               | 218              | 218                    |
| Danilo Di Luca        | Italie         | LPR Brakes-Farnese Vini      | 56            | 130               | 186              | 188                    |
| Franco Pellizotti     | Italie         | Liquigas                     | 38            | 100               | 138              | 138                    |
| Carlos Sastre         | Espagne        | Cervélo TestTeam             | 34            | 90                | 124              | 124                    |
| Ivan Basso            | Italie         | Liquigas                     | 6             | 80                | 86               | 138                    |
| Stefano Garzelli      | Italie         | Acqua & Sapone-Caffè Mokambo | 21            | 60                | 81               | 166                    |
| Levi Leipheimer       | États-Unis     | Astana                       | 9             | 70                | 79               | 79                     |
| Mark Cavendish        | Royaume-Uni    | Columbia-High Road           | 56            | 0                 | 56               | 166                    |
| Michael Rogers        | Australie      | Columbia-High Road           | 2             | 52                | 54               | 115                    |
| Alessandro Petacchi   | Italie         | LPR Brakes-Farnese Vini      | 45            | 0                 | 45               | 102                    |
| Tadej Valjavec        | Slovénie       | AG2R La Mondiale             | 0             | 44                | 44               | 44                     |
| Marzio Bruseghin      | Italie         | Lampre-NGC                   | 1             | 38                | 39               | 39                     |
| Edvald Boasson Hagen  | Norvège        | Columbia-High Road           | 36            | 0                 | 36               | 116                    |
| David Arroyo          | Espagne        | Caisse d'Épargne             | 1             | 32                | 33               | 33                     |
| Michele Scarponi      | Italie         | Serramenti PVC Diquigiovanni | 32            | 0                 | 32               | 139                    |
| Lance Armstrong       | États-Unis     | Astana                       | 0             | 26                | 26               | 26                     |
| Kanstantsin Siutsou   | Biélorussie    | Columbia-High Road           | 16            | 10                | 26               | 40                     |
| Allan Davis           | Australie      | Quick Step                   | 22            | 0                 | 22               | 205                    |
| Tyler Farrar          | États-Unis     | Garmin-Slipstream            | 22            | 0                 | 22               | 37                     |
| José Serpa            | Colombie       | Serramenti PVC Diquigiovanni | 0             | 22                | 22               | 22                     |
| Kevin Seeldraeyers    | Belgique       | Quick Step                   | 0             | 18                | 18               | 49                     |
| Leonardo Bertagnolli  | Italie         | Serramenti PVC Diquigiovanni | 16            | 0                 | 16               | 16                     |
| Simon Gerrans         | Australie      | Cervélo TestTeam             | 16            | 0                 | 16               | 80                     |
| Philippe Gilbert      | Belgique       | Silence-Lotto                | 16            | 0                 | 16               | 187                    |
| Ignatas Konovalovas   | Lituanie       | Cervélo TestTeam             | 16            | 0                 | 16               | 16                     |
| Yaroslav Popovych     | Ukraine        | Astana                       | 2             | 14                | 16               | 16                     |
| Robert Hunter         | Afrique du Sud | Barloworld                   | 10            | 0                 | 10               | 10                     |
| Rubens Bertogliati    | Suisse         | Serramenti PVC Diquigiovanni | 8             | 0                 | 8                | 8                      |
| Janez Brajkovič       | Slovénie       | Astana                       | 2             | 6                 | 8                | 8                      |
| Félix Cárdenas        | Colombie       | Barloworld                   | 8             | 0                 | 8                | 8                      |
| Francesco Gavazzi     | Italie         | Lampre-NGC                   | 8             | 0                 | 8                | 10                     |
| Francesco Masciarelli | Italie         | Acqua & Sapone-Caffè Mokambo | 0             | 8                 | 8                | 8                      |
| Serge Pauwels         | Belgique       | Cervélo TestTeam             | 8             | 0                 | 8                | 8                      |
| Thomas Voeckler       | France         | BBox Bouygues Telecom        | 8             | 0                 | 8                | 12                     |
| Bradley Wiggins       | Royaume-Uni    | Garmin-Slipstream            | 8             | 0                 | 8                | 12                     |
| Ben Swift             | Royaume-Uni    | Katusha                      | 7             | 0                 | 7                | 11                     |
| Lars Ytting Bak       | Danemark       | Team Saxo Bank               | 4             | 2                 | 6                | 50                     |
| Damiano Cunego        | Italie         | Lampre-NGC                   | 1             | 4                 | 5                | 156                    |
| Pavel Brutt           | Russie         | Katusha                      | 4             | 0                 | 4                | 4                      |
| Thomas Lövkvist       | Suède          | Columbia-High Road           | 4             | 0                 | 4                | 90                     |
| Danny Pate            | États-Unis     | Garmin-Slipstream            | 4             | 0                 | 4                | 4                      |
| Marco Pinotti         | Italie         | Columbia-High Road           | 4             | 0                 | 4                | 10                     |
| Matthew Goss          | Australie      | Team Saxo Bank               | 3             | 0                 | 3                | 53                     |
| Dario Cataldo         | Italie         | Quick Step                   | 2             | 0                 | 2                | 2                      |
| Sébastien Hinault     | France         | AG2R La Mondiale             | 2             | 0                 | 2                | 2                      |
| Dmytro Grabovskyy     | Ukraine        | ISD                          | 2             | 0                 | 2                | 2                      |
| Evgueni Petrov        | Russie         | Katusha                      | 2             | 0                 | 2                | 2                      |
| Filippo Pozzato       | Italie         | Katusha                      | 2             | 0                 | 2                | 132                    |
| Mauricio Soler        | Colombie       | Barloworld                   | 2             | 0                 | 2                | 2                      |
| Davide Viganò         | Italie         | Fuji-Servetto                | 2             | 0                 | 2                | 2                      |
| Alessandro Bertolini  | Italie         | Serramenti PVC Diquigiovanni | 1             | 0                 | 1                | 1                      |
| Philip Deignan        | Irlande        | Cervélo TestTeam             | 1             | 0                 | 1                | 1                      |
| Marco Marzano         | Italie         | Lampre-NGC                   | 1             | 0                 | 1                | 1                      |
| Gilberto Simoni       | Italie         | Serramenti PVC Diquigiovanni | 1             | 0                 | 1                | 1                      |

## Liste des participants
| Acqua & Sapone-Caffè Mokambo | AG2R La Mondiale | Astana |
| - 01. Stefano Garzelli - 02. Dario Andriotto (A 19e) - 03. Massimo Codol (A 16e) - 04. Alessandro Donati - 05. Francesco Failli - 06. Ruggero Marzoli - 07. Andrea Masciarelli - 08. Francesco Masciarelli - 09. Giuseppe Palumbo  | - 11. Tadej Valjavec - 12. Vladimir Efimkin - 13. Sébastien Hinault - 14. Yuriy Krivtsov - 15. Julien Loubet (A 8e) - 16. Alexandr Pliuschin - 17. Jean-Charles Sénac - 18. Blaise Sonnery - 19. Ludovic Turpin       | - 21. Lance Armstrong - 22. Janez Brajkovič - 23. Christopher Horner (NP 11e) - 24. Levi Leipheimer - 25. Steve Morabito - 26. Daniel Navarro - 27. Yaroslav Popovych - 28. José Luis Rubiera - 29. Andrey Zeits                       |
| Barloworld | BBox Bouygues Telecom | Caisse d'Épargne |
| - 31. Mauricio Soler - 32. John-Lee Augustyn - 33. Francesco Bellotti - 34. Diego Caccia - 35. Félix Cárdenas - 36. Giampaolo Cheula - 37. Christopher Froome - 38. Robert Hunter - 39. Paolo Longo Borghini                       | - 41 Julien Belgy - 42 Steve Chainel (NP 14e) - 43 Yohann Gène (A 16e) - 44 Saïd Haddou - 45 Perrig Quéméneur - 46 Evgeny Sokolov - 47 Matthieu Sprick - 48 Johann Tschopp - 49 Thomas Voeckler                       | - 51. David Arroyo - 52. Arnold Jeannesson - 53. Vasil Kiryienka - 54. Pablo Lastras - 55. David López García (A 20e) - 56. Francisco Pérez Sánchez (A 4e) - 57. Mathieu Perget - 58. Joaquim Rodríguez (A 11e) - 59. Anthony Charteau |
| Cervélo TestTeam | Fuji-Servetto | Garmin-Slipstream |
| - 61. Carlos Sastre - 62. Philip Deignan - 63. Simon Gerrans - 64. Volodymyr Gustov - 65. Jeremy Hunt - 66. Edward King - 67. Ignatas Konovalovas - 68. Daniel Lloyd - 69. Serge Pauwels                                           | - 71. Iker Camaño - 72. Eros Capecchi (NP 15e) - 73. Davide Viganò - 74. Ángel Gómez - 75. Jesús del Nero (A 7e) - 76. Hector Gonzalez - 77. Alberto Fernandez - 78. Fredrik Kessiakoff - 79. Ricardo Serrano (A 15e) | - 81. Tom Danielson - 82. Julian Dean - 83. Tyler Farrar (NP 15e) - 84. Cameron Meyer (NP 14e) - 85. David Millar (A 15e) - 86. Danny Pate - 87. Christian Vande Velde (A 3e) - 88. Bradley Wiggins - 89. David Zabriskie              |
| ISD | Lampre-NGC | Liquigas |
| - 91. Giovanni Visconti - 92. Oscar Gatto - 93. Dario Cioni - 94. Ian Stannard - 95. Andriy Grivko - 96. Dmytro Grabovskyy - 97. Bartosz Huzarski - 98. Leonardo Scarselli - 99. Ruslan Pidgornyy (A 8e)                           | - 101. Damiano Cunego - 102. Matteo Bono - 103. Marzio Bruseghin - 104. Mauro Da Dalto - 105. Enrico Gasparotto - 106. Francesco Gavazzi - 107. Marco Marzano - 108. Manuele Mori - 109. Paolo Tiralongo              | - 111. Ivan Basso - 112. Valerio Agnoli - 113. Kjell Carlström - 114. Vladimir Miholjević - 115. Franco Pellizotti - 116. Manuel Quinziato - 117. Gorazd Štangelj - 118. Sylwester Szmyd - 119. Alessandro Vanotti                     |
| LPR Brakes-Farnese Vini | Quick Step | Rabobank |
| - 121. Danilo Di Luca - 122. Gabriele Bosisio - 123. Riccardo Chiarini - 124. Giairo Ermeti - 125. Jure Golčer - 126. Matteo Montaguti - 127. Alessandro Petacchi - 128. Daniele Pietropolli - 129. Alessandro Spezialetti         | - 131. Allan Davis - 132. Dario Cataldo - 133. Dries Devenyns - 134. Addy Engels - 135. Mauro Facci - 136. Francesco Reda - 137. Kevin Hulsmans - 138. Kevin Seeldraeyers - 139. Davide Malacarne (A 18e)             | - 141. Denis Menchov - 142. Mauricio Ardila - 143. Laurens ten Dam - 144. Jos van Emden - 145. Bram de Groot - 146. Pedro Horrillo (A 8e) - 147. Dmitry Kozontchuk - 148. Tom Stamsnijder - 149. Maarten Tjallingii                    |
| Serramenti PVC Diquigiovanni - Androni Giocattoli | Silence-Lotto | Columbia-High Road |
| - 151. Gilberto Simoni - 152. Leonardo Bertagnolli - 153. Michele Scarponi - 154. Alessandro Bertolini - 155. José Serpa - 156. Rubens Bertogliati - 157. Francesco De Bonis - 158. Carlos Ochoa - 159. Jackson Rodríguez          | - 161. Christophe Brandt - 162. Francis De Greef - 163. Bart Dockx - 164. Philippe Gilbert - 165. Pieter Jacobs - 166. Jonas Ljungblad - 167. Olivier Kaisen - 168. Jelle Vanendert (A 14e) - 169. Charles Wegelius   | - 171. Michael Barry - 172. Edvald Boasson Hagen - 173. Mark Cavendish (NP 14e) - 174. Thomas Lövkvist - 175. Marco Pinotti - 176. Morris Possoni - 177. Mark Renshaw (NP 14e) - 178. Michael Rogers - 179. Kanstantsin Siutsou        |
| Katusha | Milram | Saxo Bank |
| - 181. Filippo Pozzato (NP 14e) - 182. Pavel Brutt - 183. Nikita Eskov - 184. Mikhail Ignatiev - 185. Sergueï Klimov - 186. Luca Mazzanti - 187. Evgueni Petrov - 188. Alexander Serov - 189. Ben Swift                            | - 191. Luca Barla - 192. Robert Förster - 193. Markus Fothen - 194. Thomas Fothen - 195. Martin Müller - 196. Thomas Rohregger - 197. Matthias Russ (A 2e) - 198. Ronny Scholz (A 10e) - 199. Björn Schröder          | - 201. Fabian Cancellara (NP 12e) - 202. Jens Voigt - 203. Anders Lund - 204. Jason McCartney - 205. Juan José Haedo - 206. Jurgen Van Goolen - 207. Lars Ytting Bak - 208. Matthew Goss - 209. Nicki Sørensen                         |
| Xacobeo Galicia | | |
| - 211. Serafín Martínez - 212. Gustavo César Veloso - 213. David García Dapena (A 5e) - 214. Vladimir Isaichev - 215. Gonzalo Rabunal - 216. Delio Fernández - 217. Iban Mayoz (A 15e) - 218. Marcos García - 219. Eduard Vorganov | | |

## Sources